# Vizualna kontrola
Vizualna kontrola (kratica: VK) ili optičko ispitivanje je metoda kontrole bez razaranja (KBR), za otkrivanje niza površinskih grešaka, kao što su: korozija, kontaminacija, završna obrada površine, te površinske greške spojeva (zavara, zaptivki, ljepljivih traka i slično). Može biti s ili bez pomoćnih uređaja i opreme. Osim ispitivanje golim okom, koriste se fleksibilni ili kruti boreskopi za zaklonjene ili nepristupačne površine, senzori slike za fotografisanje ili snimanje video zapisa, sistemi za povećanje slike, obojeni ili fluorescentni penetranti za isticanje površinskih grešaka.
Prije bilo koje druge metode kontrole zavara ili nekog drugog svojstva materijala (KBR ili KSR), primjenjuje se vizualna kontrola. Ta metoda kontrole relativno je jeftina, ne oduzima puno vremena, a može dati vrlo korisne informacije kako o kvaliteti zavarenih spojeva, tako i o potrebi kontrole nekom drugom metodom. Za pomoć kod vizualne kontrole u skučenim i nepristupačnim dijelovima konstrukcije koriste se različita povećala (lupe uz osvjetljenje).

## Vrste uređaja za vizualnu kontrolu

### Boreskop
Boreskop (engl. borescope) je optički uređaj koji se sastoji od krute ili fleksibilne cijevi s okularom na jednom i objektivom na drugom kraju. Obično je opremljen optičkim vlaknima za osvjetljenje. Koristi se za vizualno ispitivanje nepristupačnih područja. Optička veza objektiva i okulara može biti: kruta cijev s nizom relejnih leća, fleksibilna ili kruta cijev sa snopom optičkih vlakana ili fleksibilna cijev s kablom koji prenosi signal s CCD (engl. charge-coupled device) osjetila na vrhu cijevi. Dugi boreskopi s krutom cijevi zahtijevaju dodatne oslonce. 
Boreskopi se koriste za ispitivanje cjevovoda na curenje, unutrašnjost zidova, spremnika i drugih neosvijetljenih prostora, održavanja opreme (boreskopi zamjenjuju skupe remonte). Neki uređaji (npr. turbine) imaju posebne otvore za boreskope.

#### Boreskop s izvorom svjetla
Najčešće se koristi obično bijelo svjetlo za osvjetljavanje. U kombinaciji s fluorescentnim penetrantima, koriste se boreskopi s ultraljubičastim svjetlom. Obično se za osvjetljavanje koriste LED diode.

#### Mjerni boreskopi
Sadrže pokretni kursor koji omogućava mjerenje u optičkoj ravni objekta. Kad je objekt mjerenja u žarištu, nema potrebe za poznavanjem faktora povećanja. Intenzitet svjetla zavisi od promjera vlakna za osvjetljenje; veći promjer znači bolju osvijetljenost. Toplina izvora svjetlosti može odrediti objekte od plastike. Faktor uvećanja i vidno polje su obrnuto proporcionalni i zavise i od udaljenosti između objektiva i objekta koji se mjeri.

### Fleksibilni fiberskop
Fleksibilni fiberskop se sastoji od vlakna za osvjetljenje, vlakna za sliku, leća objektiva, promjenjivih glava i daljinskih komandi za upravljanje fiberskopom. Promjeri su od 1,4 do 13 mm, dužine do 12 m (specijalni kvarcni fiberskopi do 90 m), vlakno za svjetlost promjera 30 μm, a vlakno za sliku promjera 6,5 - 17 μm. 

### Videoskop
Videoskop ili endoskopska kontrola umjesto okulara imaju CCD osjetilo (engl. charge-coupled device), promjera 4 do 6 mm, koji C/B sliku prenosi na video monitor. CCD sliku pretvara u piksele, odnosno u električni napon koji se kabelima prenosi do uređaja za registriranje. Imaju veću razlučivost od fiberskopa. Prednost je veća duljina i mogućnost automatizacije.

### Optički mikroskopi
Optički mikroskopi se pored upotrebe kod metalografskog ispitivanja mikrostrukture, koriste kod vizualne kontrole s povećanjem od 5 do 500 puta, za referentno mjerenje geometrije. Alatni mikroskop ima povećanja od 10 do 200 puta.

### Profilni projektor
Profilni projektor je mjerni instrument koji služi za provjeru točnosti malih i složenih oblika proizvoda, na primjer u alatničarstvu pri izradi profilnih tokarskih noževa. Profilni projektor projicira uvećanu sliku (sjenu) proizvoda na projekcionu plohu i uspoređuje s uvećanim crtežom na transparentnom papiru (paus papir). Povećanje se kreće od 10 do 100 puta.